# Luis Felipe Alarco
Luis Felipe Cipriano Alarco Larrabure (Lima, 6 de febrero de 1913-Lima, 15 de octubre de 2005) fue un filósofo y docente universitario peruano. Perteneció al movimiento de renovación filosófica que iniciara en el Perú el filósofo huancaíno Alejandro Deustua. Estudió en la Universidad Nacional Mayor de San Marcos y luego en varias universidades de Alemania. Fue discípulo de Nicolai Hartmann. De retorno en el Perú ejerció como profesor de Metafísica y Filosofía de la Educación en la Universidad Nacional Mayor de San Marcos. En 1974 fue nombrado catedrático emérito de dicha casa de estudios. Tras jubilarse, fue ministro de Educación de 1980 a 1981, y embajador ante la UNESCO, de 1981 a 1984. Como embajador ante la UNESCO consiguió que Cusco y Machu Picchu sean reconocidos como Patrimonio Cultural de la Humanidad. También fue miembro fundador de la Sociedad Peruana de Filosofía. Sus obras escritas se ocupan de temas filosóficos y pedagógicos. En filosofía reflexionó sobre temas de metafísica, ontología y existencialismo.

## Biografía
Hijo de Gerardo Alarco Calderón y Rosa Mercedes Larrabure y Correa. Su abuelo materno fue el destacado político y diplomático Eugenio Larrabure y Unanue, nieto a la vez del sabio Hipólito Unanue.
Inició sus estudios escolares en el Colegio Alemán, donde hizo amistad con Carlos Cueto Fernandini quien llegaría a ser también filósofo y educador. 
Ingresó a la Universidad de San Marcos, en 1931. En 1936 se trasladó a Europa y durante cuatro años cursó Filosofía en las universidades de Berlín, Munich, Viena y Friburgo. Tuvo como maestros, entre otros, a los filósofos Martin Heidegger y Nicolai Hartmann, a quienes destaca como notables filósofos del siglo XX, admiración que sin duda influyó en su rechazó visceral al gobierno militar y nacionalista de 1968-1975.
Se casó con la baronesa Ruth von Perfall, con la que tuvo tres hijos: Ana Alarco von Perfall, Helga Alarco von Perfall y el psicólogo Claudio Alarco von Perfall.
De regreso al Perú, optó los grados de bachiller y doctor en Humanidades, con las tesis siguientes: «El diálogo agonal en el problema de la inmortalidad» (1941) y «Lo metafísico en la filosofía de Nicolai Hartmann» (1942, que después publicó en formato de libro). Luego pasó a ejercer la docencia en las facultades de Letras y Educación de San Marcos. Tuvo a su cargo la cátedra de Metafísica y la de Filosofía de la Educación, hasta 1970, año en que se jubiló.
Fue ministro de Educación de 1980 a 1981, bajo el segundo gobierno de Fernando Belaúnde Terry. Durante su gestión se reabrió la Universidad Nacional de Educación Enrique Guzmán y Valle.
Entre 1981 y 1984 ejerció como embajador ante la UNESCO, y fue gracias a su gestión ante este organismo que el Cusco y Machu Picchu fueran reconocidos como Patrimonio Cultural de la Humanidad.

## Publicaciones
Entre sus obras sobre temas ontológicos formales destacan:
- Nicolai Hartmann y la idea de la metafísica (tesis doctoral en 1940, publicada como libro en 1943 y 1950)[4]
- Lecciones de metafísica (1947, 1958, 1965 y 1970), texto universitario nacido de los cursos profesados por el autor entre 1945 y 1946 en San Marcos.[5]
- Ensayos de filosofía prima (1951), contiene trabajos centrados sobre esta disciplina y sus investigadores.[6]

Otras obras suyas son sobre reflexión nacional y problemas menos ontológicos:
- Lecciones de Filosofía de la Educación (1949, 1960 y 1965) donde concibe a esta filosofía como una teoría general de la realidad educativa, mientras las ciencias pedagógicas examinarían los hechos educativos
- Pensadores peruanos (1952), donde se plantean de manera aguda y clara los problemas de conciencia, a partir del análisis de la conducta y la exposición del pensamiento de seis peruanos representativos: Hipólito Unanue, Bartolomé Herrera, Manuel González Prada, José de la Riva Agüero y Osma y César Vallejo.
- Guía didáctica (1960).
- Tres autores (1994), ensayos sobre José Carlos Mariátegui, José María Arguedas y Martín Adán.

En otras dos obras trata sobre el tema de la muerte, indagando por el sentido de las actitudes de Sócrates y Jesús ante ese momento postrero del ser humano (ambas obras fueron publicadas por la editorial de la Universidad de San Marcos):
- Sócrates ante la muerte (1977)
- Jesús ante la muerte (1981)

## Filosofía
En el campo de la filosofía reflexionó sobre temas de metafísica, ontología y existencialismo.
En su tesis doctoral sobre Nicolai Hartmann y la idea de la metafísica analiza la metafísica de dicho autor:

…señala que los aspectos positivos de la metafísica de Hartmann son que en él esta disciplina ya no es más un campo extramundo, que ella sigue conservando una posición central, que sus límites se han extendido al infinito abarcando también el estudio de lo no racional y descubriendo nuevos sectores de problemas. Criticable le parece en cambio que Hartmann considere a la metafísica como una ciencia de los problemas irracionales y no como una ciencia de los primeros principios.

Desarrolló también una filosofía de la educación, a la que concibe como una teoría general de la realidad educativa, mientras que las ciencias pedagógicas examinarían los hechos educativos.
Sus dos mayores aportes a la bibliografía filosófica a nivel continental son sus obras Sócrates ante la muerte (1977) y Jesús ante la muerte (1981), en razón de su rica y detallada reflexión sobre el tema de la muerte.